# 安德里伊夫卡 (科洛米奇哈市鎮)
49°25′29″N 37°54′21″E / 49.42472°N 37.90583°E
安德里伊夫卡（烏克蘭語：Андріївка），2016年前被稱為羅濟夫卡 (烏克蘭語：Розівка)，是位於烏克蘭東部的村莊，由盧甘斯克州斯瓦托韋區的科洛梅奇哈市鎮負責管轄。該村始建於1953年，面積0.82平方公里，海拔高度126米，2018年人口17。